# Monasterio de San Antonio
El monasterio de San Antonio es un monasterio copto ortodoxo que se encuentra en un oasis en el desierto oriental de Egipto, en la parte sur de la gobernación de Suez. Oculto en las profundidades de las montañas del Mar Rojo, se encuentra a 334 km al sureste de El Cairo. Los orígenes del monasterio se remontan al año 300, lo que lo convierte en el monasterio más antiguo del mundo. San Antonio mismo fue el fundador del monasticismo. El Monasterio de San Antonio fue creado por los seguidores de San Antonio, que es el primer monje cristiano. El Monasterio de San Antonio es uno de los monasterios más importantes de Egipto y ha influido fuertemente en la formación de varias instituciones coptas, y ha promovido el monasticismo en general. Varios patriarcas han venido del monasterio, y varios cientos de peregrinos lo visitan cada día.

## Vida de San Antonio
San yu Antonio es un santo cristiano que nació en el seno de una familia adinerada en el Bajo Egipto alrededor del año 251 DdC. Quedó huérfano a la edad de ocho años. La mayor parte de lo que se conoce sobre él proviene del trabajo biográfico de Atanasio de Alejandría, en su obra Vita Antoni. Esta biografía muestra a Antonio como un hombre analfabeto y santo que a través de su existencia en un paisaje primordial ha recibido una conexión absoluta con la verdad divina. San Antonio decide dedicar su vida a Dios y a la iglesia luego de escuchar unas palabras de Mateo en las que le dice que abandone todas sus pertenencias y busque a Dios. Unos seis meses después de la muerte de sus padres Antonio regaló a la caridad todos sus bienes y posesiones mundanas. Años después se aventuró en el Desierto Oriental para buscar una vida de humildad, soledad y reflexión espiritual. San Antonio tomó las palabras que escuchó en un sentido literal y eso es lo que lo llevó a aventurarse en el desierto para vivir una vida de ascetismo. Fijó su morada en una pequeña cueva donde practicó devotamente una vida ascética. Aunque San Antonio no fue el primer monje, atrajo a muchos seguidores y discípulos, y es uno de los padres del monasticismo cristiano moderno.

## Historia

### Origen
Unos años después de la muerte de San Antonio, sus seguidores se establecieron alrededor del lugar donde había vivido el ermitaño. El monasterio de San Antonio se construyó entre los años 298 y 300 durante el reinado de Constantius Chlorus. En el asentamiento original, sus seguidores establecieron solo los edificios más esenciales. El aislamiento fue estresado. Vivían en celdas solitarias que rodeaban un centro de adoración comunitario donde realizaban la Divina Liturgia. Tomaban  sus comidas diarias en un refectorio básico. Con el paso del tiempo, el enfoque en el ascetismo disminuyó, y los seguidores de San Antonio comenzaron a desarrollar relaciones más cercanas entre sí con el fin de fomentar la seguridad, la conveniencia y el compañerismo mutuo. La vida de un monje Antoniano evolucionó lentamente de una de ascetismo solitario a una que permitía una forma de vida comunitaria.

### El monasterio como refugio (400 - 800)
En los siglos VI y VII, muchos monjes de los monasterios de Scetes huyeron hacia el Monasterio de San Antonio para escapar del ataque frecuente de beduinos y bereberes. Durante este tiempo, el monasterio experimentó una ocupación constantemente cambiante ya veces mutua por los monjes coptos de Scetes y por los monjes melkitas del este. En 615, Juan el Misericordioso, el patriarca melquita, envió a Anastasio de Persia, el jefe del monasterio de San Antonio en ese momento, grandes sumas de dinero y le pidió que llevara a algunos monjes melkitas que eran perseguidos por los persas. Estos monjes melkitas continuaron supervisando el monasterio hasta finales del siglo VIII.
En el 790 monjes coptos del Monasterio de San Macario el Grande en el Desierto de Scetis se disfrazaron de beduinos para intentar robar los restos terrenales de San Juan el Corto, que había vivido y muerto en el Monasterio de San Antonio en el siglo V. El sinasario etíope relata cómo engañaron a los monjes melkitas para lograr esta tarea:

no les fue posible cumplir su misión por el momento, ya que el cuerpo del santo estaba custodiado por los melcianos caldeos que moraban en el santuario. Entonces el juez de entre los árabes le dijo al obispo melkita que se sentaba en el santuario: 'hagan salir a todos sus hombres de la iglesia, porque yo deseo entrar a la iglesia y quedarme aquí esta noche'. El obispo hizo como el juez ordenó, y los monjes coptos prepararon sus bestias fuera de la ciudad y entraron por la noche y tomaron el cuerpo y regresaron al desierto de Scetis.

### Paz y persecución (800-1300)
Aunque el monasterio de San Antonio disfrutó de relativa paz y seguridad en su emplazamiento remoto, hubo cortos períodos de intensa persecución. El propio monasterio fue saqueado en varias ocasiones por los beduinos del Desierto del Este, que en parte lo destruyeron en el siglo XI. También hubo una rebelión de los kurdos y los turcos durante este tiempo. Cuando su líder Nasir al-Dawla fue derrotado, los restos de su ejército invadieron y saquearon el Monasterio de San Antonio, así como el cercano Monasterio de San Pablo el anacoreta. El monasterio fue restaurado en el siglo XII y floreció a lo largo de los siglos siguientes. También se construyó una estructura tipo fortaleza alrededor del monasterio para protegerse de los invasores. Abu al-Makarim describe la excelencia incomparable del monasterio a principios del siglo XIII:

Este monasterio posee muchos atributos y posesiones en Misr. Está rodeado por un muro fortificado. Contiene muchos monjes. Dentro de sus muros hay un gran jardín, que contiene fructuosas palmeras, y manzanos, y perales, y granadas, y otros árboles además de lechos de verduras, y tres manantiales de agua que fluye perpetuamente, con la que se riega el jardín y de la cual beben los monjes. Un feddan y un sexto del jardín forman un viñedo, que suministra todo lo que se necesita, y se dice que el jardín contiene más de mil árboles de palma, y allí se encuentra un gran ksar bien construido ... No hay nada que se le parezca entre los otros monasterios habitados por monjes egipcios.

### Primeros visitantes europeos (1300-1800)
Durante las últimas cruzadas, sacerdotes y diplomáticos europeos comenzaron a recorrer Egipto como parte de su peregrinación a Tierra Santa. Ludolph de Suchem, un párroco de la diócesis de Paderborn, menciona sus visitas a "muchas celdas y ermitas de santos padres"", muchas de las cuales viven bajo San Antonio. En su "Descripción de la Tierra Santa", describe la fuente milagrosa de San Antonio: ""En este desierto hay un lugar debajo de una roca muy alta y estrecha, donde San Antonio solía habitar, y desde la roca fluye un arroyo a medio tiro de piedra, hasta que se pierde en la arena ... este lugar es visitado por muchos para la devoción y el placer, y también por la gracia de Dios y en honor a San Antonio muchas enfermedades son sanadas y alejadas junto a la fuente ".
En 1395, durante la Cruzada de Nicópolis, Ogier VIII d'Anglure viajó a Egipto con varios peregrinos franceses. Comparó el Monasterio de San Antonio con el Monasterio de Santa Catalina, declarando que era aún más hermoso y notó la santidad y la caridad de los monjes jacobitas. A principios del siglo XV, el monasterio se había convertido en un destino de peregrinación establecido y era común que los peregrinos inscribieran su nombre, escudo de armas y fecha de llegada en las paredes del monasterio.